# 秋刀魚寿司

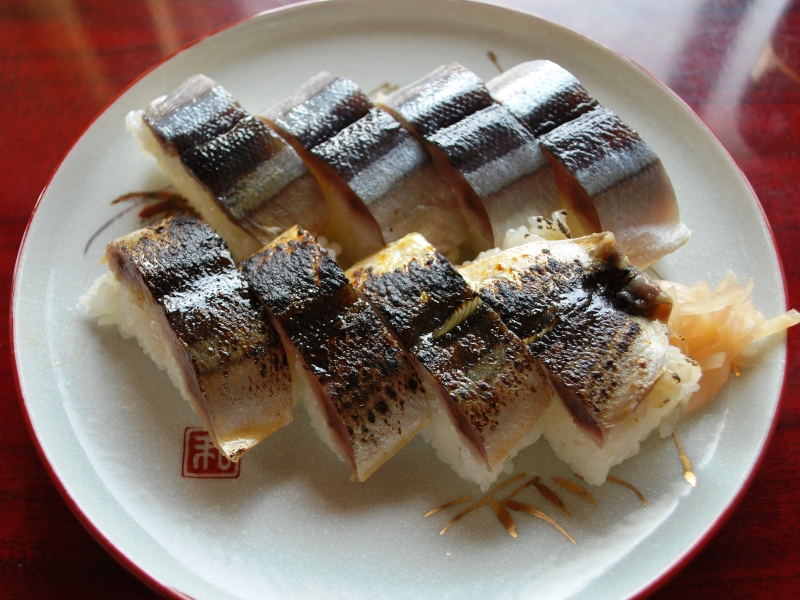
秋刀魚寿司（焼き秋刀魚寿司もある）

秋刀魚寿司（さんまずし）は、秋刀魚（サンマ）を用いた押し寿司で、静岡県下田市白浜が発祥の地であり、全国的にも有名である。また、三重県の志摩半島から和歌山県に至る熊野灘沿岸一帯、奈良県十津川村や奈良県旧大塔村で食べられる。主に祝い事、祭りなどの際に作られる郷土料理である。
秋刀魚を開きにし、軽く塩漬けする。秋刀魚が一本丸ごと入る長方形の枠の中に酢飯を入れ、その上に開きにした秋刀魚を頭を付けたままのせて押したもので、押し寿司の一種である。秋刀魚を開きは背から開くもの、腹から開くものと地方によって異なる。新宮市などではこれを専門に販売する寿司店が何軒も存在する。秋刀魚の香り付けにはユズ、ダイダイ、ジャバラなどが用いられる。薬味には練芥子が添えられる場合が多い。特急南紀の車内販売や新宮駅などで駅弁にもなっていたが、業者の撤退や車内販売の縮小により、2017年現在JRの駅弁として売られているのは紀伊勝浦駅改札外の売店のみとなっている。
なお、同地方には米飯に秋刀魚を漬けて発酵させたなれずしもあり、これも特産品となっている。おそらく起源としてはこちらの方が古いのではないかと考えられる。中には30年以上発酵させたものを販売している寿司店もある。こうなると飯も魚も全く原型を留めておらず、粥状になっている。
山間部では重要なタンパク源であり、塩漬けされたサンマを使用し、最低3か月から1年後に食すことが多い。
前者は酢酸利用の「早すし」、後者は乳酸発酵による「なれずし」に分類される。
三重県熊野市の産田神社で1月10日に行われる例祭の後の直会で出される秋刀魚の寿司が秋刀魚寿司の原形であるとして、熊野市の「さんま寿司保存会」が1月10日を「さんま寿司の日」としている。